# مخيم أكديم إزيك الاحتجاجي
مخيم أكديم إزيك الاحتجاجي أو كما يطلق عليه الانتفاضة الصحراوية الثالثة، لانها جاءت في أعقاب الانتفاضتين الأولى والثانية؛ هو عبارة عن مخيم احتجاجي في الصحراء الغربية، تم إنشاؤه في 9 أكتوبر 2010 واستمر حتى نوفمبر من نفس العام، بالقرب من منطقة تسمى «الدشيرة» تبعد 13 كيلومترا عن العيون، ووقت فيه أحداث أخرى في أعقاب تفكيكه في 8 نوفمبر، وان الاحتجاجات جاءت من أجل الضغط على السلطات المحلية للإستجابة لمجموعة من المطالب الإجتماعية التي كانت تشمل خلق فرص عمل للشباب العاطلين، وتوفير السكن وتقديم الدعم الإجتماعي للفئات الأكثر تضرراً، وانتهاكات حقوق الإنسان ضد المواطنين الصحراوييين. كانت الاحتجاجات سلمية في البداية، ثم اتسمت فيما بعد بصدامات بين المدنيين الصحراويين وقوات الأمن المغربية.
حيث اقترح الناشط السياسي نعوم تشومسكي أن معسكر الاحتجاج الذي استمر لمدة شهر في أكديم إزيك شكّل بداية الربيع العربي، بينما تعتبر معظم المصادر أن محمد البوعزيزي في تونس في 17 ديسمبر 2010 كانت بمثابة البداية الفعلية.

## الأحداث
بدأ الاحتجاج ليلة 9 أكتوبر 2010، عندما أقامت مجموعة من الصحراويين معسكر الاحتجاج 12كم، جنوب شرق العيون، العاصمة الإدارية للأقاليم الجنوبية، حيث زاد عدد المتظاهرين بسرعة في الأسابيع الأولى من بضع مئات من الخيام (الخيام التقليدية) إلى عدة آلاف قادمين من مدن أخرى في الصحراء الغربية وجنوب المغرب.
وبحلول الأسبوع الأول من شهر تشرين الثاني (نوفمبر)، قُدر عدد سكان مخيم أكديم إزيك بحوالي 5000 شخص. كان الهدف الأساسي للمخيم هو الاحتجاج على "التمييز والفقر وانتهاكات حقوق الإنسان ضد المواطنين الصحراويين"، ولكن فيما بعد طالب بعض المتظاهرين أيضًا باستقلال الصحراء الغربية.
وفي 24 أكتوبر، أطلقت قوات الجيش المغربي النار على سيارة كانت تحاول دخول المخيم. ونتيجة لذلك، توفي نعيم القرحي، 14 عاما، وأصيب ركاب آخرون. وبحسب وزارة الداخلية المغربية، أطلقت رصاصة من السيارة أجبرت قوات الأمن على الرد بإطلاق النار، مما أسفر عن مقتل شخص وثلاثة جرحى. ووفقًا لجبهة البوليساريو، لم تكن هناك أسلحة في السيارة.
وبحسب بيان للجمهورية العربية الصحراوية الديمقراطية، فإن الشبان كانوا يجلبون الطعام والمياه والأدوية إلى معسكر الاحتجاج ، وقد طاردتهم قوات الأمن منذ فرارهم من العيون. حيث رفضت أسرته دفنه وطالبوا بمحاكمة الضباط الذين أطلقوا النار عليه.

### تفكيك
في الصباح الباكر من يوم 8 نوفمبر، قامت قوات الشرطة المغربية بتفكيك معسكر الاحتجاج، مع اعتقال 3000 شخص، وبحسب وزارة الداخلية المغربية، لم يستخدم خلال عملية التفكيك أسلحة نارية. حيث حدثت مواجهات مع مجموعة من المتظاهرين الشباب الذين استخدموا الحجارة والسكاكين.

## أعمال الشغب
امتدت أعمال الشغب فيما بعد إلى العيون ومدن أخرى مثل السمارة والمرسى، وكان بعص المتظاهرين يلوح بعلم الجمهورية الصحراوية، وهاجموا المباني الحكومية والبنوك والسيارات والمتاجر، وحدثت بعض الاشتباكات مع قوات الشرطة.

## ردود الفعل الدولية

### منظمات دولية
- الاتحاد الأفريقي : أعرب رئيس مفوضية الاتحاد الإفريقي ، جان بينغ ، في بيان صدر في 10 نوفمبر ، عن قلقه البالغ إزاء أحداث العيون ، ونتائج استخدام المغرب للقوة ضد المعسكر الصحراوي السلمي حتى الآن ، وقال إن "الإجراءات القسرية التي اتخذتها السلطات المغربية لتفكيك المخيم وحل المتظاهرين أدت للأسف إلى خسائر في الأرواح وتدمير للممتلكات". وأخيراً ، دعا الاتحاد الإفريقي الحكومة المغربية إلى الامتناع عن استخدام القوة ، واتباع طريق النقاش باعتباره الوسيلة المثمرة الوحيدة لحل الأزمة. [18]
- الاتحاد الأوروبي: في 25 نوفمبر، وافق البرلمان الأوروبي على قرار بشأن الأحداث في الصحراء الغربية. وأعرب النص عن قلقه البالغ إزاء تدهور الأوضاع في الإقليم، وأدان بشدة أحداث العنف في أكديم إزيك والعيون، داعياً الأطراف إلى التزام الهدوء واستنكار الخسائر في الأرواح، كما دعا القرار الأمم المتحدة إلى إجراء تحقيق دولي مستقل لتوضيح الأحداث، مع الإعراب عن أسفه للاعتداءات على حرية الصحافة من قبل السلطات المغربية وأصر على تنفيذ آلية مراقبة حقوق الإنسان من قبل الأمم المتحدة.[19]
- الأمم المتحدة: في 17 نوفمبر / تشرين الثاني، أدان مجلس الأمن التابع للأمم المتحدة أعمال العنف أثناء تفكيك المخيم.[20]

### بلدان
- الجزائر: وصف رئيس اللجنة الاستشارية الوطنية لتعزيز وحماية حقوق الإنسان، فاروق كسنتيني، الهجوم على كديم إزيك من قبل القوات المغربية بأنه "إبادة جماعية وجريمة ضد الإنسانية ارتكبها بلد عدواني"، وطلب من المجتمع الدولي إجبار المغرب على "الاعتراف بجرائمه".[21]
- كولومبيا: أدانت لجنة حقوق الإنسان التابعة لمجلس النواب الكولومبية "العنف الذي تمارسه القوات المغربية ضد السكان المدنيين الصحراويين والنساء والأطفال وكبار السن"، معربة عن تضامنها مع الضحايا الصحراويين، وطلبت من المغرب وقف الاعتداءات واحترام حق الشعب الصحراوي في تقرير المصير.[22]
- كوبا: أدانت الجمعية الوطنية الكوبية للسلطة الشعبية الهجوم الذي شنته القوات العسكرية المغربية على معسكر الاحتجاج الصحراوي، معتبرا أنه جريمة غادرة ارتكبت ضد المتظاهرين السلميين، الذين كانوا يطالبون بإنهاء احتلال الأراضي الصحراوية والهيمنة المغربية، ورفض البرلمان الكوبي العدوان المغربي وطالب مجلس الأمن التابع للأمم المتحدة بممارسة نفوذه لوقف الأعمال.[23]
- إلسالفادور: أعرب وزير أمريكا اللاتينية في الجمهورية الصحراوية الديمقراطية، وزير الخارجية السلفادوري، هوغو مارتينيز، عن تضامنه مع ضحايا الأحداث في العيون، مؤكدا من جديد أن السلفادور تدعم عملية الحوار والتفاوض بين الأجزاء.[24]
- فرنسا: وصف وزير الخارجية الفرنسي، برنارد كوشنار، في 9 نوفمبر الأحداث المتعلقة بالصحراء الغربية بأنها "خطيرة للغاية" و"مشكلة طارئة". كما أعرب عن أسفه لطرد النائب الشيوعي الفرنسي جان بول ليكوك من المغرب، الذي كان يحاول الوصول إلى العيون. وأضاف: "لا يجوز طرد ممثل منتخب للأمة من أراضي بلد صديق".[25]
- جمهورية أيرلندا: أعرب وزير الخارجية الأيرلندي، مايكل مارتن، في 9 نوفمبر عن قلقه العميق إزاء التقارير المتعلقة بمعسكر الاحتجاج الصحراوي. أشار الوزير إلى أنه "من الجدير بالذكر أن مطالب أولئك الذين أنشأوا معسكر الاحتجاج تركز على المساواة في الحقوق والمعاملة للشعب الصحراوي، بدلا من قضايا السيادة أو وضع الإقليم". وأعرب عن أسفه للوفيات والعنف ورد الفعل المفرط لقوات الأمن المغربية على ما كان احتجاجا سلمياً من جانب النشطاء الصحراويين. ودعا كلا الجانبين إلى التصرف بمسؤولية.[26]
- إيطاليا: في 9 نوفمبر، قال وزير الخارجية الإيطالي، فرانكو فراتيني، "نحن قلقون للغاية بشأن وفاة وإصابة العديد من الأفراد خلال الاشتباكات"، كما أعرب عن "التعاطف مع عائلات الضحايا، ودعا الأجزاء إلى مواصلة المفاوضات في الأمم المتحدة، والحفاظ على الهدوء والاعتدال لتجنب المواجهات التي من شأنها أن تسبب المزيد من الإصابات وإراقة الدماء في صفوف المدنيين.[27]
- المكسيك: أعرب مجلس الشيوخ المكسيكي عن "حزنه العميق للأحداث التي فقد فيها بعض المواطنين الصحراويين حياتهم، وأعرب عن تعازيه لعائلاتهم، وحث الحكومة على الكشف بوضوح عن موقفهم من هذه القضية. وأدان الأحداث التي وقعت في المخيم، وحث وزير العلاقات الخارجية على تشجيع تنفيذ أدوات للتحقيق والتصرف وفقا لما حدث في ذلك المخيم، للحفاظ على القانون الإنساني والدولي.[28]
- نيكاراغوا: أعربت حكومة نيكاراغوا عن أسفها للأحداث العنيفة التي وقعت في مخيم العيون الصحراوي، وأدانت "الاستخدام غير القانوني والافراط للقوة من قبل الوحدات العسكرية للمملكة المغربية"، وصرحت وزارة الخارجية "نأسف لهذه الأحداث وندينها، مع التأكيد على تضامننا وتقديرنا للشعب الأخوي وحكومة الجمهورية العربية الصحراوية الديمقراطية".[29]
- بنما: أعربت وزارة العلاقات الخارجية في بنما عن قلقها البالغ إزاء أعمال العنف والمواجهة المؤسفة في المخيم، ونقلت تعازيها العميقة للخسارة التي لا يمكن إصلاحها في الأرواح البشرية القيمة، وأصابة العديد من الأشخاص والأضرار الناجمة عن الاشتباكات بين قوات الأمن المغربية والمدنيين الصحراويين. كما دعت الأجزاء إلى احترام حقوق الإنسان، وتجنب تصعيد العنف، والمبادرة بالحوار.[30]

## ما بعد الكارثة
وفقًا للسلطات المغربية، أدى تفكيك المخيم والاحتجاجات اللاحقة إلى مقتل 11 شخصًا وإصابة 159 بجروح، بين قوات الأمن ومقتل مدنيين اثنين بين المتظاهرين، (أحدهم، بابي حمادي بويما، الذي كان يحمل الجنسية الإسبانية، تم الإبلاغ عن وفاته بعد دهس متكرر من قبل سيارة شرطة).
ووفقًا لجبهة البوليساريو، قُتل 36 صحراويًا، وجُرح 723، واعتقل 163.

### التغييرات الحكومية
في 26 نوفمبر، أجرى محمد السادس عدة تغييرات على الولاة، بما في ذلك محمد جلموس، والي العيون السابق، وجعله محافظًا على جهة دكالة عبدة، ثم فُصل من منصبه بعد فترة وجيزة. وخلفه، خليل الدخيل، عضو المجلس الملكي الاستشاري للشؤون الصحراوية وابن رئيس بلدية الداخلة خلال حقبة الاستعمار الإسباني، وهي المرة الأولى التي يتم فيها تعيين صحراوي حاكماً لمنطقة العيون.

### اشتباكات شباب السمارة
في 29 نوفمبر / تشرين الثاني، أسفرت الاشتباكات بين الطلاب المغاربة والصحراويين في مدرسة مولاي رشيد الثانوية عن إصابة ما لا يقل عن 29 شخصًا، وفقًا للجمهورية الصحراوية، بينما أكدت مصادر في البلدة أن 36 شخصًا قد تلقوا العلاج في مستشفى السمارة الإقليمي.

### المحاكمات
تم القبض على مجموعة من الشباب الصحراويين بعد الاحتجاجات واتهموا بقتل 11 من القوات المساعدة المغربية التي قُتلت قبل تفكيك المخيم، وقد حوكموا أمام محكمة عسكرية وحُكم على 25 منهم بالسجن، وأفاد البعض أنهم تعرضوا للتعذيب على يد المديرية العامة لمراقبة التراب الوطني.
- - قائمة سجناء محاكمة أكديم إزيك:[41][4]

1. النعمة الأسفاري: حكم عليه بتاريخ 17 فبراير 2013 م إلى 30 سنة
2. أحمد السباعي: حكم عليه في 17 شباط 2013 بالسجن المؤبد
3. الشيخ بنكا: حكم عليه في 17 فبراير 2013 م 30 عاما
4. البشير خدا: حكم عليها بتاريخ 17 فبراير 2013 م 20 عاما
5. محمد التهليل: حكم عليه بتاريخ 17 فبراير 2013 م 20 سنة
6. حسن الداه: حكم عليه بتاريخ 17 فبراير 2013 بالسجن 30 عاما
7. محمد لمين هدي: حكم عليه في 17 فبراير 2013 بالسجن 25 عاما
8. عبد الله لخفاوني: حكم عليه في 17 شباط 2013 بالسجن المؤبد
9. عبد الله التوبالي: حكم عليه في 17 فبراير 2013 بالسجن 25 عاما
10. - الحسين الزاوي: حكم عليه في 17 فبراير 2013 بالسجن 25 عاما
11. - ديش الضّاف: حكم عليه في 17 شباط 2013 بالسجن 25 سنة
12. عبد الرحمن زيو: أطلق سراحه في 17 فبراير 2013
13. محمد بوريال: حكم عليه في 17 فبراير 2013 بالسجن 30 عاما
14. العروسي عبد الجليل: حكم عليه في 17 فبراير 2013 بالسجن المؤبد.
15. محمد البشير بوتنكيزة: حكم عليه في 17 فبراير 2013 بالسجن المؤبد.
16. تقي المشدوفي: أطلق سراحه بتاريخ 17 شباط 2013).
17. محمد الأيوبي: أطلق سراحه بتاريخ 17 فبراير 2013).
18. - سيدي عبد الله عبد الله: حكم عليه في 17 شباط 2013 بالسجن المؤبد
19. إبراهيم الإسماعيلي: حكم عليه في 17 شباط 2013 بالسجن المؤبد
20. محمد مبارك الفقير: حكم عليه في 17 فبراير 2013 بالسجن 25 عاما
21. محمد خونا ببيت: حكم عليه في 17 فبراير 2013 بالسجن 25 عاما
22. سيد أحمد لمجيد: حكم عليه في 17 فبراير 2013 بالسجن المؤبد
23. محمد باني: حكم عليه في 17 فبراير 2013 بالسجن المؤبد
24. البقاعي العربي: حكم عليه في 17 فبراير 2013 بالسجن 25 عاما
25. مبارك الداودي: اعتقل في 28 سبتمبر / أيلول 2013.

## كتابات
كتب الشاعران حجاتو عليات سويلم وحسين مولود عن الحياة في مخيم الاحتجاج.

## أنظر أيضا
- الصحراء الغربية

## روابط خارجية
- تقرير الامين العام فيما يتعلق بالصحراء الغربية - مجلس الامن
- قائمة المعتقلون الصحراويون